# Nouveau cimetière militaire du Point 110
Le Point 110 New Military Cemetery, Fricourt  ( Nouveau cimetière militaire de Point 110, Fricourt) est un cimetière militaire de la Première Guerre mondiale, situé sur le territoire de la commune de Fricourt, dans le département de la Somme, au nord-est d'Amiens.

## Localisation
Ce cimetière est situé à 1 km au sud du village en suivant un chemin agricole en prolongement de la Rue d'En-Bas. Implanté à une vingtaine de mètres du chemin, ce cimetière est accessible par un petit sentier. Le Point 110 Old Military Cemetery, Fricourt est situé à 200 mètres au nord.

## Histoire

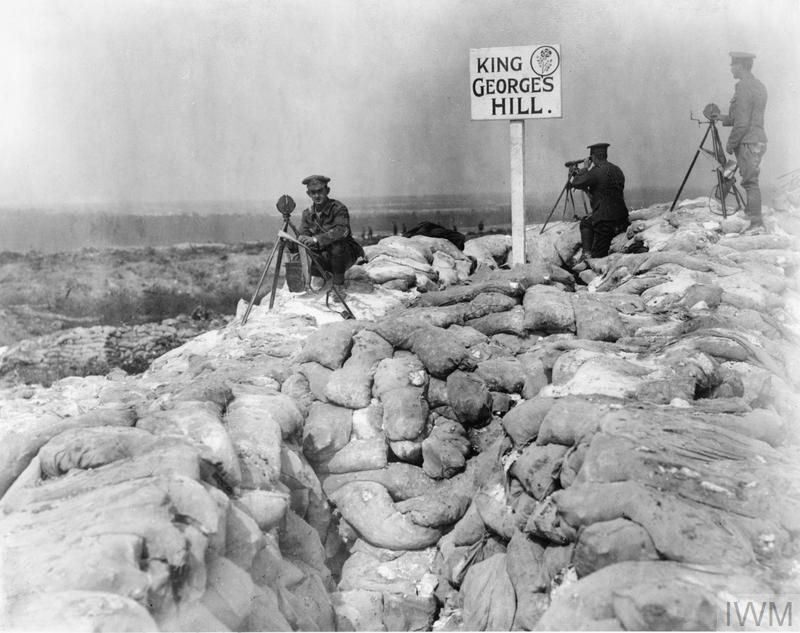
A heliograph signal station on King George's Hill, near Fricourt, September 1916. (Traduction: Une station de signalisation héliographe sur King George's Hill, près de Fricourt, septembre 1916.

Le village de Fricourt est pris par la 17e division le 2 juillet 1916 mais la partie sud de la commune, dans laquelle se situe ce cimetière, est déjà aux mains des alliés. Le nouveau cimetière militaire du point 110 a été commencé par le 403e régiment d'infanterie français en mai-juillet 1915 et poursuivi par des unités du Commonwealth en février-juillet 1916. Le cimetière a été nommé d'après le contour sur la carte ; avant septembre 1916, il s'appelait King George's Hill.

Le cimetière contient 64 sépultures du Commonwealth de la Première Guerre mondiale.

## Caractéristique
Ce cimetière a un plan rectangulaire de 25 m de longueur sur 15 m .
Il est entouré d'un muret de briques.

## Galerie

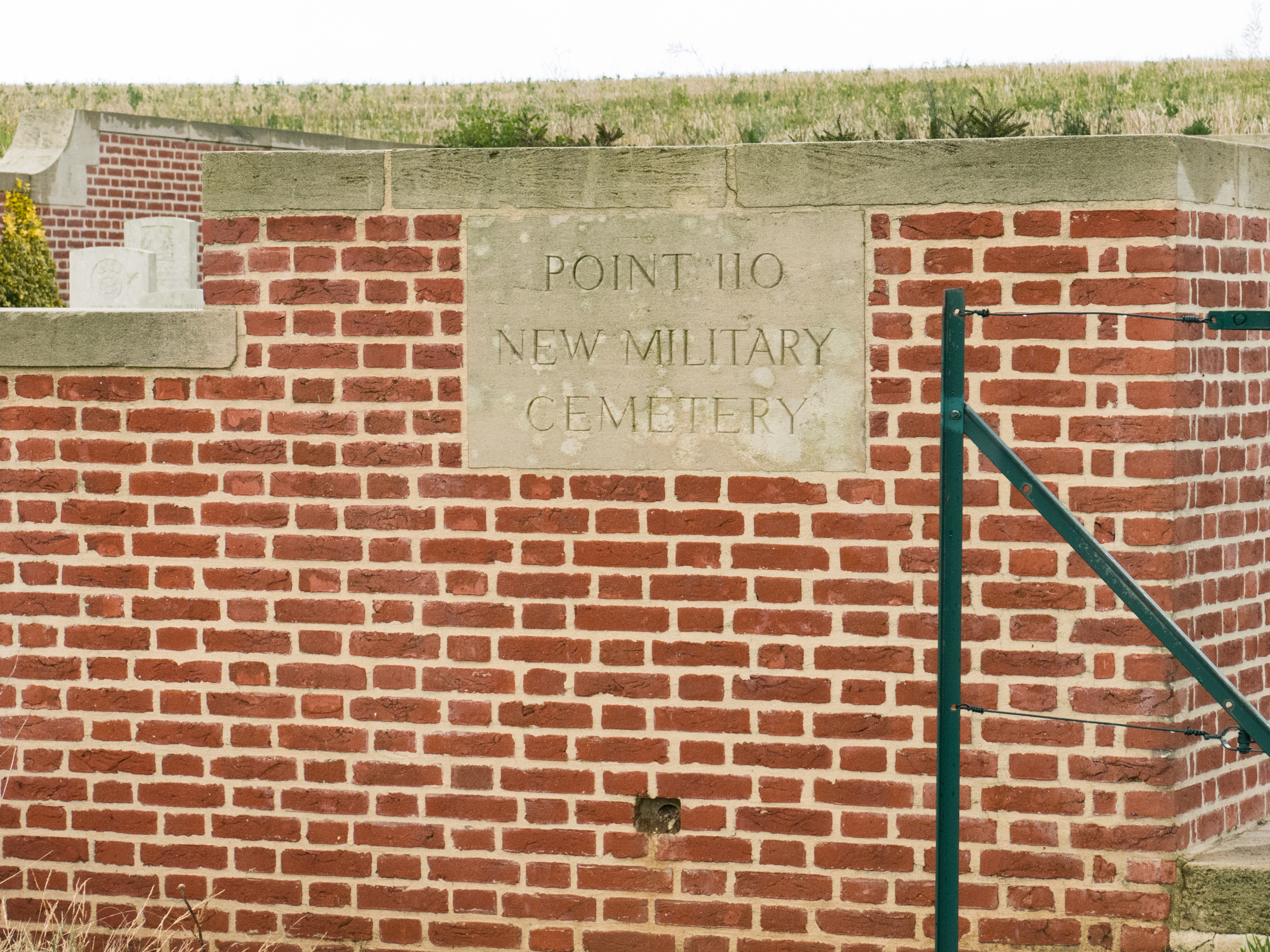
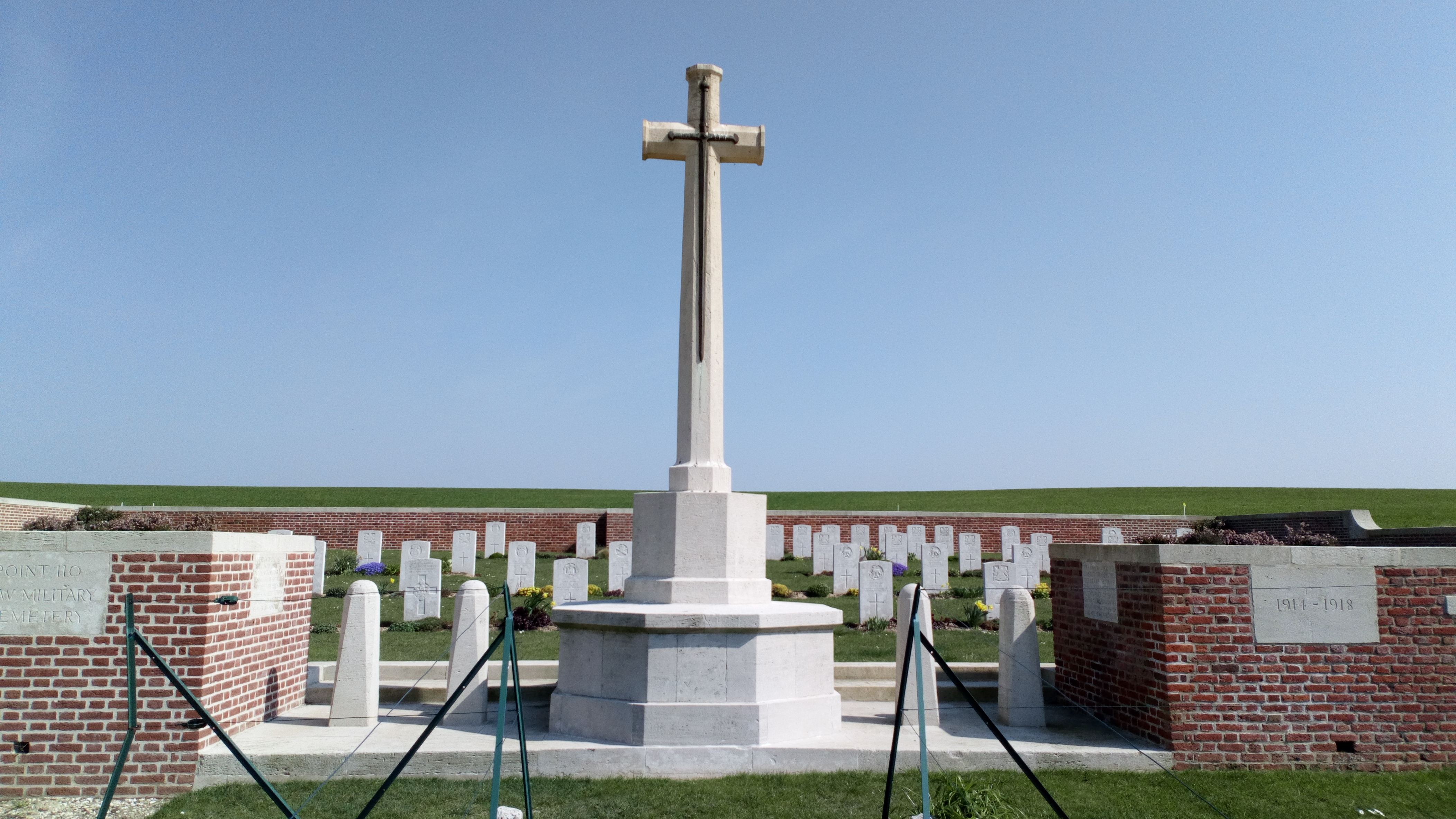
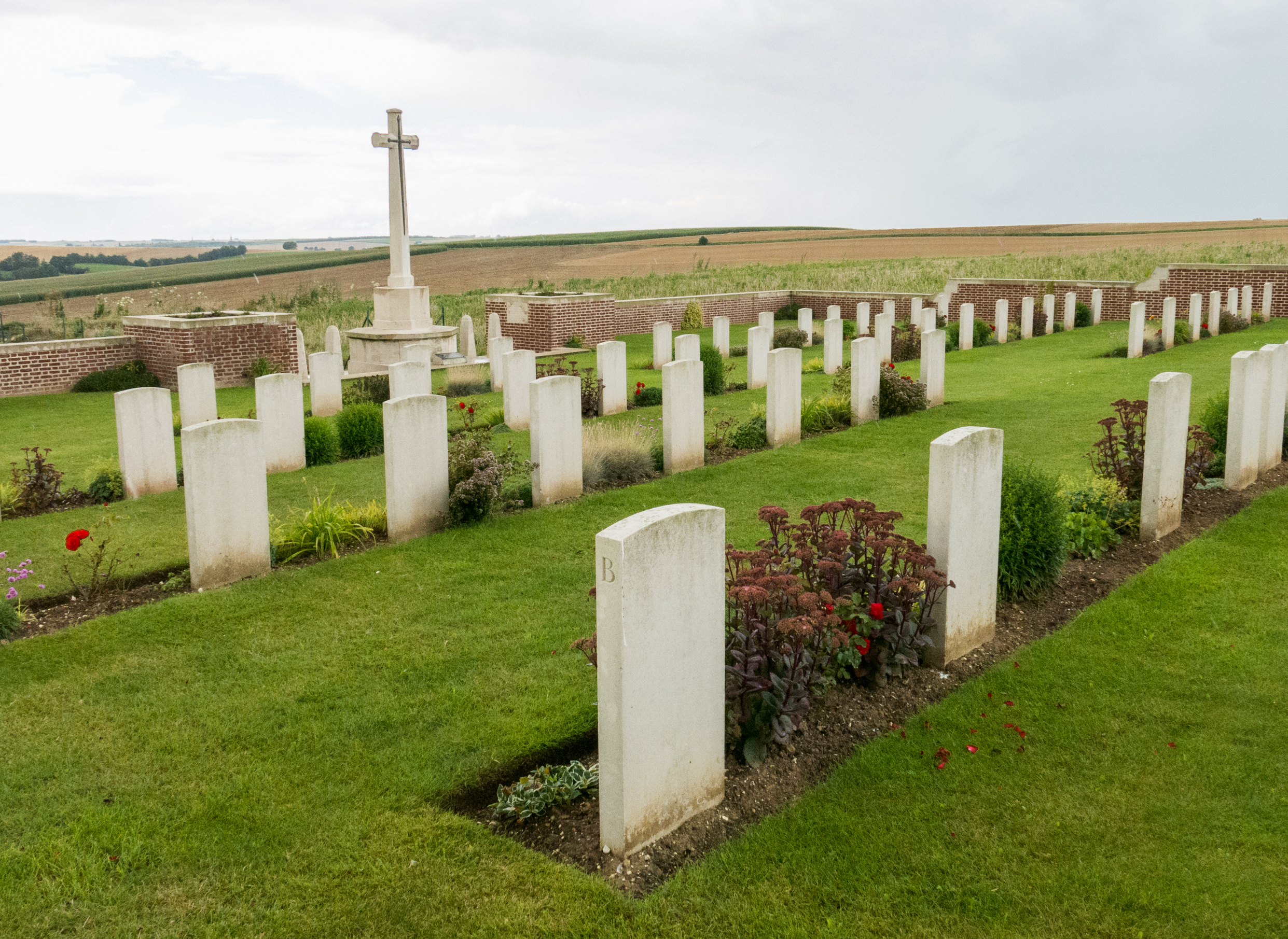
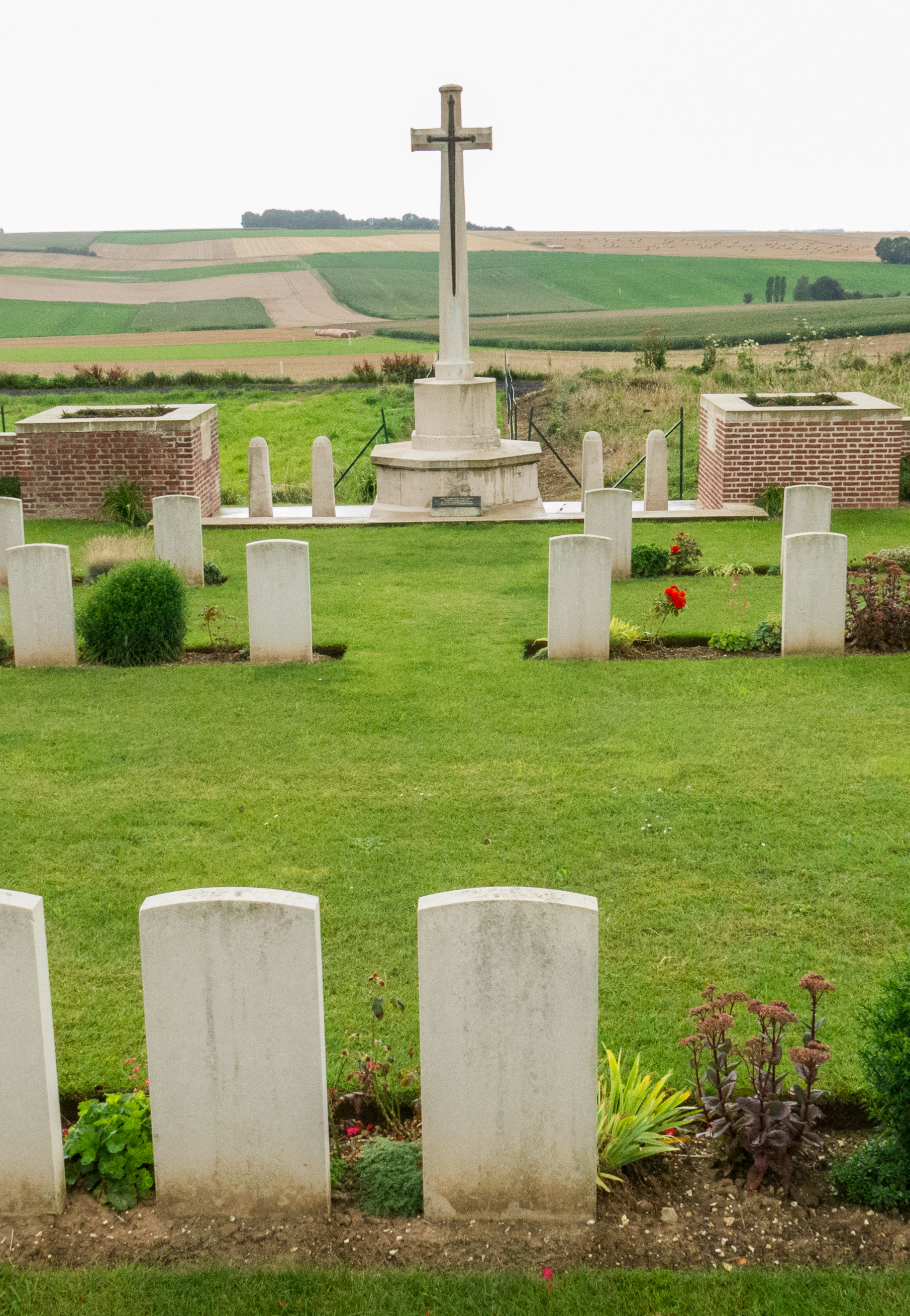
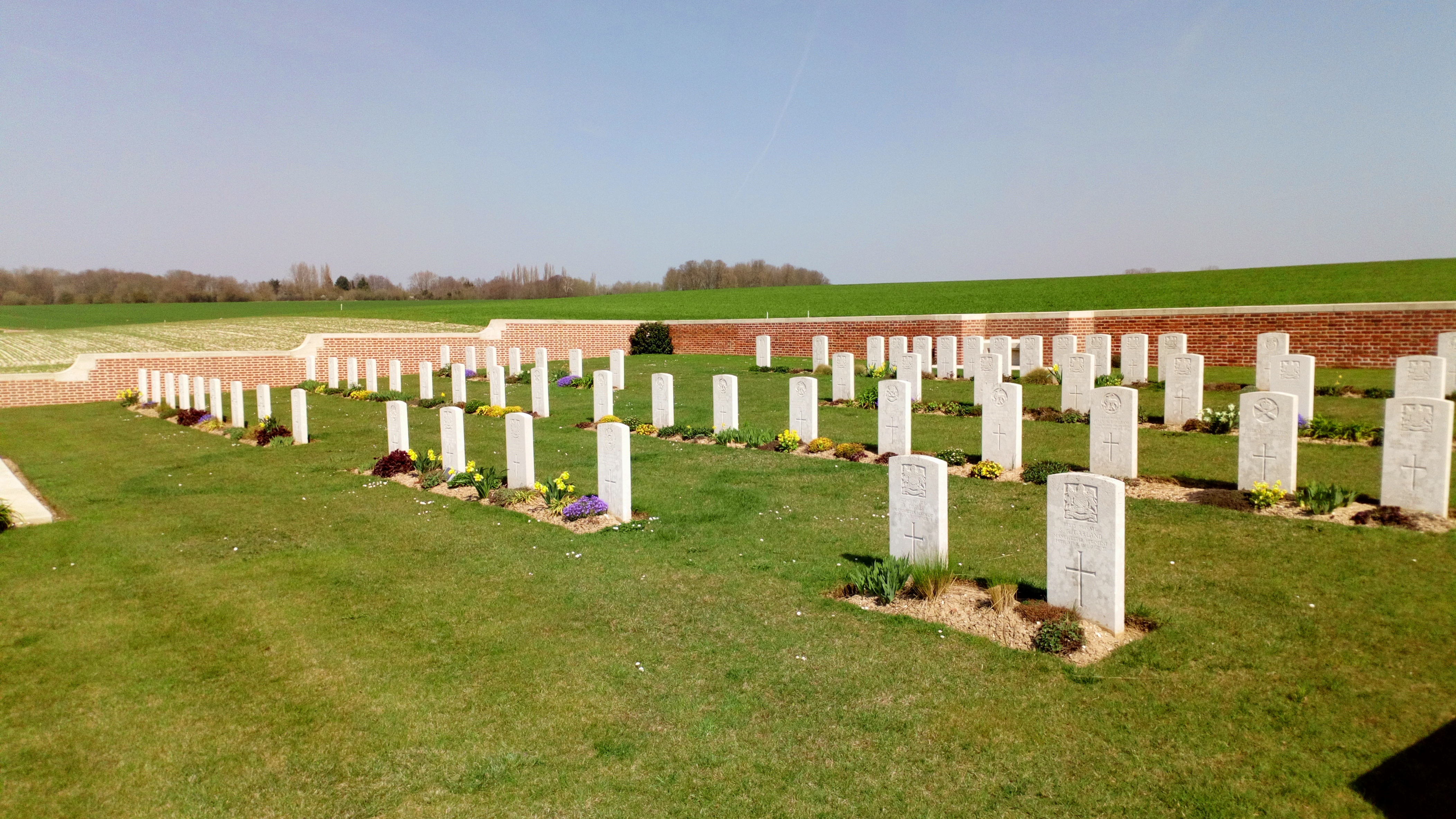

## Sépultures
| Pays        | Sépultures |
| ----------- | ---------- |
| Royaume-Uni | 64         |